# Austin O’Brien
Austin O’Brien (* 11. Mai 1981 in Eugene, Oregon) ist ein US-amerikanischer Filmschauspieler.

## Leben
Austin O’Brien wirkte in den 1990er Jahren in einigen bekannten Spielfilmen mit. In der Fernsehserie Emergency Room – Die Notaufnahme hatte er 1995 einen Gastauftritt. Von 1996 bis 1998 verkörperte er in einigen Episoden der Fernsehserie Ein Hauch von Himmel als Gastdarsteller den Charakter Josh Greene, den er als Hauptrolle erneut in Ein Wink des Himmels übernahm, wo er zur Stammbesetzung der Serie gehörte.
Dreimal gewann er einen Young Artist Award, war 1994 aber auch für seine Darstellung in Last Action Hero an der Seite von Arnold Schwarzenegger für eine Goldene Himbeere in der Kategorie Schlechtester Newcomer nominiert. O’Briens jüngerer Bruder Trever (* 19. Januar 1984) steht ebenfalls als Schauspieler vor der Kamera.

## Filmografie (Auswahl)
- 1992: Der Rasenmähermann (The Lawnmower Man)
- 1993: Dino Kids (Prehysteria!)
- 1993: Last Action Hero
- 1994: My Girl 2 – Meine große Liebe (My Girl 2)
- 1995: Apollo 13
- 1995: Angriff der Schnullerbrigade (The Baby-Sitters Club)
- 1995: Emergency Room (Fernsehserie, 1 Folge)
- 1996: Der Rasenmäher-Mann 2 – Beyond Cyberspace (Lawnmower Man 2: Beyond Cyberspace)
- 1996–1998: Ein Hauch von Himmel (Touched by an Angel, Fernsehserie, 4 Folgen)
- 1996–1999: Ein Wink des Himmels (Promised Land, Fernsehserie, 69 Folgen)
- 2001: Im Schatten der Geister (Spirit)
- 2004: Runaways
- 2007: A Christmas Too Many
- 2008: Bones – Die Knochenjägerin (Bones, Fernsehserie, 1 Folge)
- 2009: Bounty – die Rache ist mein! (Bounty)
- 2009: This Is the Place (Kurzfilm)
- 2013: Rain from Stars